# 성민지
성민지(2002년 10월 10일 ~ )는 2017년 6월에 음반을 내고 데뷔한 대한민국의 트로트 가수이다. 2019년에 KBS 1TV의 《아침마당》, 2020년 《미스트롯2》에 출연한 것을 계기로 인지도를 쌓고 있으며, 2023년 9월 5일 KBS 1TV 《아침마당》'화요초대석'에 게스트로 출연하였다.

## 생애
- 초등학교 1학년 무렵부터 6년간 동요를 불렀다. 중학교 1학년 때 어머니의 권유로 트로트에 입문하였으며, 유튜브 영상을 보며 노래 연습을 하는 과정에서 재능이 있는 것을 자각하였다.[1] 이후 일반계 고등학교에 진학하였다가 예술고등학교로 전학하였다.
- 2017년 6월에 첫 음반인 <<돌아와·짝짜쿵>>을 발표하였다. 대표곡은 <돌아와>.[2]
- 2019년 2월에 방송된 《미스트롯1》에 출전하였으나, 100인 예선전에서 탈락하여 방송되지 못했다. 당시 부른 곡은 <바로 내 남자>이며, 탈락에도 불구하고 심사 위원이던 노사연, 김종민 등으로부터 호평을 받았다.[3]
- 2020년 12월 24일부터 방송된 《미스트롯2》에 출전하여 본선 3차전까지 진출하였다. 예선전에서 <세월강>을 불러 올하트를 얻었으며, 이어진 본선 1차 팀 미션에서 중고등부 '성민지화자좋다' 팀의 리더가 되어 <손님 온다> 곡을 함께 불러 통과하였다. 이후 본선 2차전 1:1 데스매치에서 전유진과 겨뤄 <길면 3년 짧으면 1년>을 불러 판정승하였으며, 본선 3차 메들리 팀미션에서는 '뽕가네' 팀에 속하여 선전하였으나 다음 무대에 오르지 못했다.
- 2021년 2월 졸업 이후에도 방송, 공연 등을 통해 가수 활동을 지속하고 있으며, 데뷔 이후부터 계속 성민지의 어머니가 매니저 겸 작사가 역할을 맡고 있다. 즉, 소속사가 없는 상태이다.
- 개인 유튜브 채널을 통해 매월 1~2회 라이브 방송을 하고 있다. 2021년 5월 8일 방송에서는 본인이 KBO 롯데 자이언츠의 팬이라고 밝힌 바 있다.
- 김다나, 김명선과 함께 걸그룹 '미스티(Misty)'를 결성하고 2021년 7월 3일에 신곡 〈좌33우33〉을 발표하였다.

## 학력
- 김해 소재 김해분성여자고등학교 (2018년 3월 입학)
- 부산 소재 브니엘예술고등학교 (2021년 2월 졸업)

## 음반
| 발매            | 제목          | 분류      | 비고                                        |
| --------------- | ------------- | --------- | ------------------------------------------- |
| 2017년 6월 23일 | 돌아와·짝짜쿵 | 정규 앨범 | 1집 (성인가요, 트로트)                      |
| 2021년 7월 3일  | 좌33우33      | 싱글 앨범 | 걸그룹 '미스티' 앨범 (성인가요, 댄스 장르)  |
| 2022년 7월 21일 | 이별아리랑    | 싱글 앨범 | 첫 “홀로서기”싱글앨범(성인가요, 민요트로트) |
| 2022년 8월 8일  | 찌리리        | 싱글 앨범 | 싱글(성인가요,재즈트로트)                   |

## 활동

### 방송
- 2019년 5월 17일, KBS1 《아침마당 부산》 '트로트가 대세! 젊은 트로트 가수들' <신 사랑고개> <돌아와>
- 2020년 12월, TV조선 《내일은 미스트롯2》 본선 3차까지 진출
- 2021년 3월 8일, KBS 부산 제2라디오 《즐거운 저녁길》 출연, <길면 3년 짧으면 1년>
- 2021년 5월 14일, TBS 라디오 《최일구의 허리케인 라디오》 3부, 4부 (with 김다나, 김명선)
- 2021년 11월 17일, KBS1 《아침마당》 제9014회 - '도전! 꿈의 무대' 출전 (11월 24일 2승, 12월 1일 3승 달성)
- 2022년 10월 2일, KBS1 《6시 내고향》 제7630회 - '발길 따라 고향기행' 코너

### 기타
- 2021년 2월, 신발 편집매장 브랜드 '슈망' 광고 모델
- 2021년 5월, 서울 성북구립 삼선실버복지센터 '감사해孝 사랑해孝' 어버이날 행사

## 수상 경력
- 2015년 12월 6일, KBS1 전국노래자랑 제1779회 산청군편 장려상, <또 만났네요>
- 2016년, 김해시민가요제 금상
- 2017년, 지리산 산청 곶감가요제 대상
- 2017년, 제4회 부산시청소년지도자음악대상 수상

## 홍보대사
- 2016년, 대한민국청소년영화제 홍보대사 위촉
- 2017년, 가고파동요제 홍보대사 위촉
- 2017년, 한국지역연합방송(KNBS) 홍보대사 위촉
- 2018년, 김해청소년빅리그 홍보대사 위촉
- 2018년, 김해일보 홍보대사 위촉
- 2019년 8월, 경상남도 김해시 스타홍보대사단 임명 (김해시 홍보)
- 2020년, 경남매일신문 홍보대사 위촉